# 集團軍

北大西洋公约组织对一个集团军群的APP-6A符號

集团军群是由若干个軍團组成的单位，一个集團軍通常包括40万到100万士兵，集團軍的指挥官通常由大将或元帅担任。 
苏联红军中的方面军大致与集團軍的概念相同，在大日本帝国陆军中的方面军則大致與軍團相當，1939年12月到1945年日本戰敗期間，在方面軍之上再設立「总军」（Sō-gun）加以統合。
一个集團軍規模很大，故可以包含多个国家的部队，例如，在第二次世界大战期间，美國第6集团军群包含法国第一軍團、第七軍團。欧洲盟军的集團軍则包含英国陆军第2軍團、加拿大第1軍團、美国陆军第9軍團。

## 二战中的集团军

### 中華民國
中國無 Army Group 此一級單位。抗戰時期中國將 Group army 譯為「集團軍」。國民革命軍曾成立集團軍四十個以上，惟各師多無旅級建制，故國民革命軍集團軍之兵力多半少於外國之集團軍，詳參軍團和国民革命军集团军序列。但集團軍下轄軍團（Army，XXXX），仍應視為北約 XXXXX 級建制。
中國大陸目前一般把 Army 譯為“集團軍”，Army Group 譯為“集團軍群”。

### 納粹德國
纳粹德国在第二次世界大战中组建了多个集團軍，如A集團軍、B集團軍、C集團軍、D集團軍、德國中央集團軍、德國南方集團軍等。

### 日本
1939年以前，日本陸軍的最高編制為軍，中日战争开战之前有朝鮮軍、台湾軍、関東軍、支那駐屯軍等4軍存在，并没有设立称之为方面軍的单位。
随着1937年（昭和12年）7月7日盧溝橋事件的爆发，8月31日支那驻屯軍改组为第1軍，在華北西部的作战地域也组建并部署了第2軍，与其他部隊统和编组而成的北支那方面軍是大日本帝国陸軍最初的方面軍。
之后于同年11月7日设立中支那方面軍，1940年（昭和15年）2月9日设立南支那方面軍，太平洋战争开战以前撤编，太平洋战争开战时称为方面軍的仅有北支那方面軍。
但是，随着战事的激烈化，而增设方面軍，终战时已组建有17支。此外，更进一步在方面軍之上，设立總軍作为陸軍部隊的最大单位。
軍隊符号以HA为记，标记为1HA（第1方面軍）、2HA（第2方面軍）等与軍相区別。司令官由陸軍大将或中将親補。
1939年9月12日，日本陸軍部為因應中日戰爭的需要，將中支那方面軍與北支那方面軍統合，首先於中國南京市設立了第一支總軍「支那派遣軍」，首任總司令官為西尾壽造大將。
1941年11月6日，日本於發動太平洋戰爭的前一個月，另編成「南方軍」，以利進軍南洋群島，首任總司令官為寺內壽一大將。
1942年10月1日，德蘇開戰，日本又將駐紮於新京的「關東軍」升格為總軍（總司令官梅津美治郎大將），以作為日蘇之間戰爭之準備。
1944年後，日本在太平洋戰爭中節節敗退，軍方開始有人喊出「本土決戰」的口號，1945年4月7日，日本將原本防衛總司令部改制為第一總軍（總司令官杉山元大將，駐地東京）、第二總軍（總司令官畑俊六元帥，駐地廣島，在8月6日原子彈攻擊中遭到毀滅性的打擊）及航空總軍（總司令官河邊正三大將，駐地東京）。
戰後，除第一總軍改制為復員司令部，專門負責部隊復員工作外，其餘總軍均遭裁撤。

### 苏联
苏联的方面军大致相当于西方国家的集团军，苏联的方面军比较著名的有波罗的海沿岸第1方面军、波罗的海沿岸第2方面军、乌克兰第1方面军、乌克兰第2方面军、乌克兰第3方面军、白俄罗斯第1方面军、白俄罗斯第2方面军等。

### 西线盟军
第二次世界大战中西线盟军组建过几個集團軍，如第11集團軍、第12集團軍、第15集團軍、第21集團軍等。

## 北约的集团军

北大西洋公约组织的北方集团军的标志

冷战期间，北约将位于“中央区域”（大部分位于如今的德意志联邦共和国境内）的部队在战时设计为划分为两个集团军——北方集團軍（Northern Army Group）、中央集團軍（Central Army Group），用于抵挡苏联可能发动的进攻。